# 1978년 토론토 국제 영화제
제3회 토론토 국제 영화제는 1978년 9월 14일에 열린 시상식이다.

## 수상 및 후보

### 관객상
- 걸프렌드 - 클로디아 웨일 수상